# 英雄假期
《英雄假期》（英語：Small Town Heroes）是一部由李勇昌编剧兼执导，林德荣、蕾拉·莎妮娅、原腾、潘谦乐、石亿主演的2022年马来西亚贺岁喜剧剧情片。电影于2022年2月3日大年初三在马来西亚上映，讲述两个小朋友英雄和阿风在孤儿院“幸福园”相遇并成为好友，因为英雄的母亲没有如期来接他，两人为了寻找英雄的母亲，和三个大人一同踏上走访槟城的寻亲之路。

## 剧情简介
疫情来袭的年代，一个青年在封城令解除后，回到家乡参加故人的婚礼时，旧地重游那个属于自己小时候的秘密基地“桃花岛”，回忆起10年前改变了自己的童年事迹……
两位小主角阿风和英雄，来自城市的英雄（石亿 饰）被母亲安排暂住进乡下的孤儿院“幸福园”后，与古灵精怪的阿风（潘谦乐 饰）相遇并成为好朋友。新年快到了，然而英雄的母亲并没有如期到孤儿院接走他，于是两个小朋友和三个大人，代课老师艾莎（蕾拉 饰）、阿风的老爸送货司机武爸（林德荣 饰）、卖榴莲的年轻人（原腾 饰），众人一起踏上搞笑温馨的寻亲之路。英雄能不能找到妈妈？每个人能不能够成为自己的英雄，勇敢走下去？

## 演员阵容
- 林德荣 饰演 武爸（钟武）
- 蕾拉·莎妮娅（Layla Sania） 饰演  Cikgu Aishah
- 原腾 饰演 国庆
- 潘谦乐 饰演 阿风（钟风）
- 石亿 饰演 英雄
- 纪俊佩 饰演 梅姑姑，“幸福园”创办人
- 陈美君 饰演 英雄的妈妈
- 林健辉 饰演 金枝（Kimchi）
- Fauziah Nawi 饰演 Cikgu Aishah的妈妈
- 邓壹龄
- 林佩盈
- 梁志成
- 林静苗 饰演 玲玲
- 翁诗传、陈颖恒、C.Kumaresan、苏凯漩、邓绣金、Alven Cheah、拉丝达、Ayez Shaukat、Iqbal Daniel、许姶彤、叶鸿骏、陈汶鍹、卢芓瑒、陈俊源、林玉恩、江松恒、涂凯哲、罗敬勋、连勇存

## 制作

### 主体拍摄
电影拍摄于2020年年底在槟城州的槟岛和威省进行。该片及时赶在槟城渡轮停驶前取景。槟州渡轮在槟威两地来回川行，历史悠久，片方在停航的一个月前包下整个渡轮拍摄。一个月后，槟城渡轮宣布正式退役停航，在2020年12月31日后正式走入历史，渡轮的最后珍贵画面得以通过电影记录。
此外，电影也在槟城威省威北县的“马来西亚小九寨沟”之称的青蛙山（Frog Hill）取景。

## 发行
《英雄假期》以感动催泪温情故事为主轴，由李勇昌编剧与执导。他曾是马来西亚电影《一路有你》和《天天好天》的编剧。本片改编自导演李勇昌10年前执导的舞台剧《再见打架鱼》（英語：Those Were The Days），也是他本身半自传人生经历。
导演李勇昌和主演林德荣过去多次在贺岁档期交手，本片则是两人首次合作。本片原定于2021年上映，因疫情的关系而延后至2022年农历新年上映。林德荣为了符合剧情而剃光头演出。本片也是会讲华语的马来新演员蕾拉·莎妮娅首次参演中文电影。